# Norsk visearkiv
Norsk visearkiv är den centrala norska institutionen för samling, redigering och utgivning av norska visor. Visarkivet är fristående men finansieras av norska staten. Ett antal vis-, musik- och folklivsforskningsorganisationer är representerade i arkivets styrelse. Norsk visearkiv driver ett stort balladprojekt, med målet att lägga ut alla norska balladuppteckningar (både texter och melodier) på Internet.
Norsk visearkiv motsvarar liknande institutioner i andra länder, som Svenskt visarkiv i Sverige och Deutsches Volksliedarchiv i Tyskland.